# آلهة أمريكية (مسلسل)
آلهة أمريكية (بالإنجليزية: American Gods)‏ هو مسلسل فنتازيا تلفزيوني مبني على رواية صدرت سنة 2001 وتحمل ذات الاسم من تأليف الكاتب نيل غيمان، المسلسل من تطوير براين فولر ومايكل غرين لصالح قناة Starz. الموسم الأول مكون من 8 حلقات بدأ عرضه في 30 أبريل، 2017. في مايو 2017 جَددت Starz المسلسل لموسم ثاني.

## القصة
تُركز القصة على شخصية شادو مون، الذي يقضي عقوبة ثلاث سنوات في السجن. قبل بضعة أيام من انتهاء فترة عقوبته، يحصل شادو على إطلاق سراح مُبكر بعد وفاة زوجته. في طريقه إلى بلدته، يتعرف شادو على رجل اسمه وينزدي والذي يعرض عليه وظيفة. يبدو بأن وينزدي ليس إلا مُحتال بارع بحاجة لحارس شخصي، لكنه في الواقع الإله أودين. يشق وينزدي طريقه عبر أمريكا بهدف تجميع الآلهة القديمة، الذين أقلموا أنفسهم الآن مع نمط الحياة الأمريكية، من أجل مواجهة الآلهة الجديدة، مثل آلهة التكنولوجيا والإعلام، ذوي النفوذ المتزايد.

## طاقم التمثيل والشخصيات

### الشخصيات الرئيسية
- ريكي ويتل بدور شادو مون، مُدان سابق والذي يُصبح الحارس الشخصي للمستر وينزدي.
- إيميلي براوننغ بدور لورا مون، زوجة شادو مون.
- كريسبين غلوفير بدور مستر وورلد، إله العولمة الجديد وقائد الآلهة الجديدة.
- بروس لانغلي بدور تكنيكال بوي، إله التكنولوجيا الجديد.
- ياتد بداكي بدور بلقيس، إلاهة الحب القديمة.
- بابلو شرايبر بدور ماد سويني، جني مُضطرب يواجه صعوبة في تقبل واقعه الحالي.
- ايان ماكشين بدور مستر وينزدي، مُحتال بارع والإله القديم أودين.

### الشخصيات الثانوية
- جوناثان تاكر بدور لو كي لايسميث، صديق شادو الوحيد في السجن.
- كلوريس ليتشمان بدور زوريا فيتشرنيايا
- بيتر ستورمار بدور تشيرنوبوغ، إله الظلمة والشر السلافي والذي يشك بدوافع المستر وينزدي.
- كريس أوبي بدور مستر جاكيل، إله الموتي المصري أنوبيس.
- موسى كرايش بدور الجن، كائن اسطوري من نار يُفكر في الهرب من أمريكا خوفًا على سلامته.
- جيليان أندرسون بدور ميديا، والوجه الرسمي للآلهة الجديدة.
- أوميد أبتاهي بدور سليم
- أورلاندو جونز بدور مستر نانسي، إله الحيل الأفريقي أنانزي.
- ديمور بارنز بدور مستر إيبيس، حامي قصص الماضي والحاضر تحوت.
- داين كوك بدور روبي، صديق شادو المُقرب.
- كريستين تشينوويث بدور إيستر، إلاهة الفجر الألمانية.
- كوربي بيرنسن بدور فولكانوس، شخصية جديدة ابتكرها غيمان من أجل المسلسل خصيصًا، ووصفها بأنها «مُتعلقة بالسلاح بشدة».
- جيريمي ديفيز بدور يسوع، ابن الإله اللامبالي بكل ما يدور من حوله والذي تم ذكره بشكل عابر في الرواية.
- بيث جرانت بدور جاك، مالكة الحانة التي يُقابل فيها شادو المستر وينزدي.

## التطوير

### الإنتاج
في 2011، ذَكر الكاتب نيل غيمان في مهرجان أدنبرة الدولي للكتاب بأن قناة HBO عبرت عن رغبتها في تحويل الرواية إلى مسلسل تلفزيوني. في مارس 2013، تحدث غيمان عن تقدم المشروع في مهرجان كامبريدج السينمائي الدولي الطلابي، وذكر بأن الحلقة الأولى سوف «تحتوي على عناصر وتفاصيل جديدة» بينما «سوف تظل شبيهة بالفصل الافتتاحي في الرواية». ذكر أيضا بأن الكِتاب سوف يُشكل فقط الموسمين الأول والثاني، وأنه لا زال يعمل على نص الحلقة الأولى، لأن نصه الأولى لم يكن قريبًا بما فيه الكفاية من الكتاب لينال رضا HBO. لكن في نوفمبر 2013، أعلن غيمان على موقع ريديت بأن المسلسل لا يزال قائمًا ولكن ليس على قناة HBO.
في 2014، كَشف المدير البرامج العام في HBO مايكل لومباردو بأن القناة تخلت عن المشروع لأنهم لم يستطيعوا الحصول على النَص المناسب، قائلاً: «لقد حاولنا الأمر مع ثلاثة كُتاب مُختلفين، ووضعنا الكثير من الجهد في هذا الأمر، فقط يبدو بأن بعض الأشياء لا تسير جيدًا».
في فبراير 2014، حَصلت شركة Fremantle Media على حقوق تحويل الرواية إلى مسلسل فنتازيا تلفزيوني. وفي يوليو، تم الإعلان بأن قناة ستارز ستقوم بتطوير المسلسل مع براين فولر ومايكل غرين.
متحدثًا عن المسلسل، ذَكر فولر بأنه سوف «يَتبع أحداث الكتاب ولكن سوف يتوسع في سرد هذه الأحداث لتَظهر الأمور بشكل أوسع من مجرد وجهة نظر شادو ووينزدي». تم إعطاء الإذن بإدخال بعض العناصر من الكتاب المُصاحب، أولاد أنانزي (Anansi Boys). أكد فولر أيضًا بأن غيمان سوف يكون «مشاركًا بشكلٍ كبير» في عملية الإنتاج، معبرًا عن أمنيته بأن يكتب غيمان ذاته حلقة ما.
في 16 يونيو، 2015 أعطت قناة ستارز الضوء الأخضر للبدء بعملية الإنتاج، ومن المقرر عرض المسلسل في بداية 2017. أيضًا كان من المُقرر البدء بالتصوير في 1 مارس، 2016 في مدينة تورونتو وليستمر حتى نهاية سبتمبر.

## قائمة الحلقات
| ترتيب الحلقة في المسلسل | ترتيب الحلقة في الموسم | العنوان                                            | إخراج             | كتابة                                    | تاريخ البث الأصلي | عدد المشاهدين (بالمليون) |
| ----------------------- | ---------------------- | -------------------------------------------------- | ----------------- | ---------------------------------------- | ----------------- | ------------------------ |
| 1                       | 1                      | «The Bone Orchard (بُستان العِظام)»                  | ديفيد سليد        | براين فولر ومايكل غرين                   | 30 أبريل، 2017    | 0.975                    |
| 2                       | 2                      | «The Secret of Spoons (سر الملاعق)»                | ديفيد سليد        | براين فولر ومايكل غرين                   | 7 مايو، 2017      | 0.710                    |
| 3                       | 3                      | «Head Full of Snow (رأسٌ مليءٌ بالثلج)»              | ديفيد سليد        | براين فولر ومايكل غرين                   | 14 مايو، 2017     | 0.716                    |
| 4                       | 4                      | «Git Gone (ارحل بعيدًا)»                            | كريغ زوبل         | براين فولر ومايكل غرين                   | 21 مايو، 2017     | 0.631                    |
| 5                       | 5                      | «Lemon Scented You (وكأنك معطرٌ بعطر الليمون)»      | فينسينزو ناتالي   | ديفيد غرازيانو                           | 28 مايو، 2017     | 0.666                    |
| 6                       | 6                      | «A Murder of Gods (مصرع الآلهة)»                   | أدم كين           | شيموس كيفين فاهي وبراين فولر ومايكل غرين | 4 يونيو، 2017     | 0.607                    |
| 7                       | 7                      | «A Prayer for Mad Sweeney (صلاة من اجل ماد سويني)» | أدم كين           | ماريا ميلنيك                             | 11 يونيو، 2017    | 0.629                    |
| 8                       | 8                      | «Come to Jesus (عُد إلى يسوع)»                      | فلوريا سيغيسموندي | بيكا برنستيتر وبراين فولر ومايكل غرين    | 18 يونيو، 2017    | 0.774                    |

## الاستقبال النقدي
لاقى الموسم الأول مراجعات نقدية إيجابية بشكل عام، حيث حَصل على موقع ميتاكريتيك على متوسط 100/77 بناءً على 36 مراجعة نقدية، مشيرا إلى «مراجعات إيجابية عموما». على موقع الطماطم الفاسدة حصل على نسبة 95% بناءً على 62 مراجعة نقدية وبمتوسط تقييم 8.15/10، حيث كان الإجماع النقدي للموقع: «يستهل American Gods بداياته بسلسلة من المناورات الطموحة جدًا -- ويُجزي إيمان مشاهديه بموسمٍ واعد ذو أسلوب سردي مؤثر يُطابق أسلوبه البصري الغني».

## وصلات خارجية
- آلهة أمريكية على موقع IMDb (الإنجليزية)
- آلهة أمريكية على موقع ميتاكريتيك (الإنجليزية)
- آلهة أمريكية على موقع روتن توميتوز (الإنجليزية)
- آلهة أمريكية على موقع كينوبويسك (الروسية)
- آلهة أمريكية على موقع ألو سيني (الفرنسية)
- آلهة أمريكية على موقع قاعدة بيانات الفيلم (الإنجليزية)